# 金德里德 (北达科他州)
金德里德（英語：Kindred），是美国北达科他州下属的一座城市。根据2010年美国人口普查，该市有人口692人。2011年估计该市有人口705人，相对于2010年，增长率为1.88%。